# オーロラ・ピジュアン
オーロラ・ピジュアン（Aurora McKenney Pijuan/アウロラ・マッケニー・ピフアン、1949年11月11日 - ）は、フィリピンのミスコン女王。1970年、ミス・インターナショナル世界大会優勝。

## 経歴

### 生い立ち
1949年11月11日、西ネグロス州バコロド市に生まれる。父・Marcelo Pijuanと母・Lucielle Mckenneyが儲けた12人兄弟姉妹の1人である。
1965年、マニラのセイント・スコラスティカ・カレッジ（St. Scholastica's College）入学。在学中、Manila Chronicle紙後援のMiss Teen Princessで2位入賞。
1967年、同卒業。Maryknoll Manilaで高等教育を修了。

### キャリア
1970年、ミス・フィリピンでBinibining Pilipinas –Internationalに選ばれる。
1970年5月16日、ミス・インターナショナル世界大会優勝。ミス・インターナショナル1970となる。

### その後
ミスとしての任期の後、モデルのキャリアを追求。また、2本の映画（Popeye、Sunugin Ang Samar）に出演。Mga Tinik ng Rosasの出演も決まっていたが、1972年戒厳令により制作は中断。
2019年6月9日、南シナ海でフィリピン漁船に中国漁船が衝突、フィリピン漁船は沈没したが、彼女は被害者救済のため、と7月20日に開催されたオークションにミス・インターナショナルの王冠を出品した。後に取り下げる（理由不明）。
現在、貧困救済と国づくりのための組織Gawad Kalingaのメンバー。

## 私生活
ゴルファーで元バスケットボールコーチのトミー・マノトックと結婚。マノトックは彼女と別れた後、
フェルディナンド・マルコス大統領の娘アイミー・マルコスと再婚（1981年12月4日）。詳細は関連項目参照。